# Geneviève Dubois
Geneviève Dubois (née Geneviève Duret en 1933), docteur en médecine, phoniatre, est une orthophoniste française, spécialiste des thérapies du langage.

## Parcours
Médecin phoniâtre, Geneviève Dubois a assuré l’enseignement de l'orthophonie à l'Université Victor Segalen Bordeaux 2 (hommage à Victor Segalen, poète, médecin, ethnographe, archéologue). Elle a dirigé l’École d’orthophonie de cette université pendant 25 ans aux côtés du professeur Portmann. On lui doit notamment la mise en place des Ateliers de Thérapeutes du Langage et de la Communication (ATLC). Elle est mariée avec Claude-Gilbert Dubois, universitaire français spécialiste du XVIe siècle, professeur émérite à l'Université Michel de Montaigne Bordeaux-III.

## Revues
- Revue Polyphonie-ATLC, 16, rue de la Paix à Villenave-d'Ornon.